# Altstadtrathaus (Braunschweig)

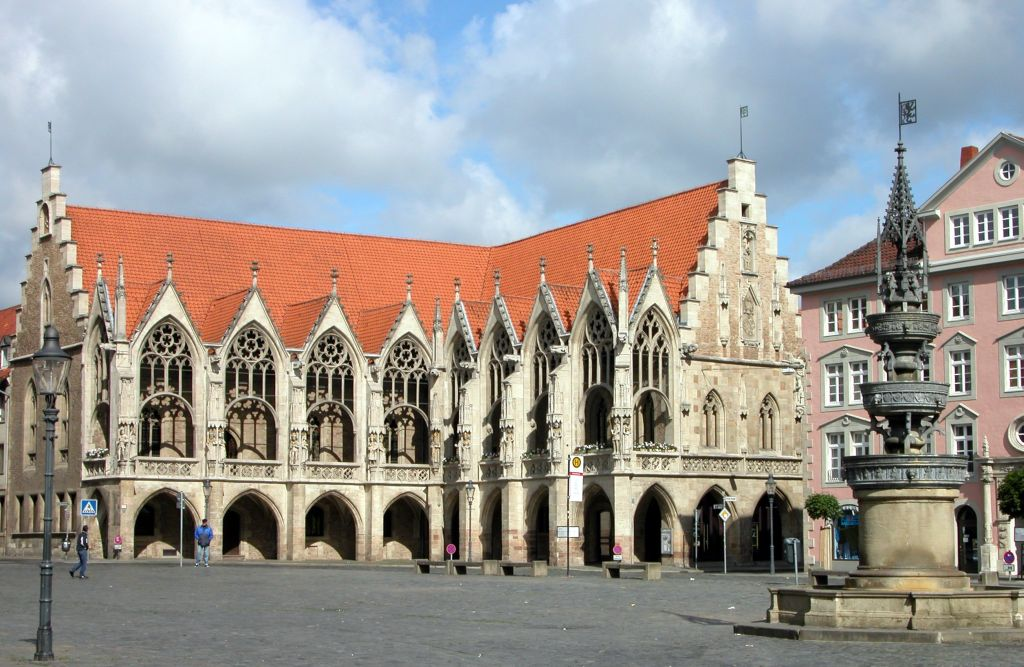
Das Braunschweiger Altstadtrathaus (Südostansicht), rechts der Altstadtmarktbrunnen, dahinter das rosafarbene Stechinelli-Haus

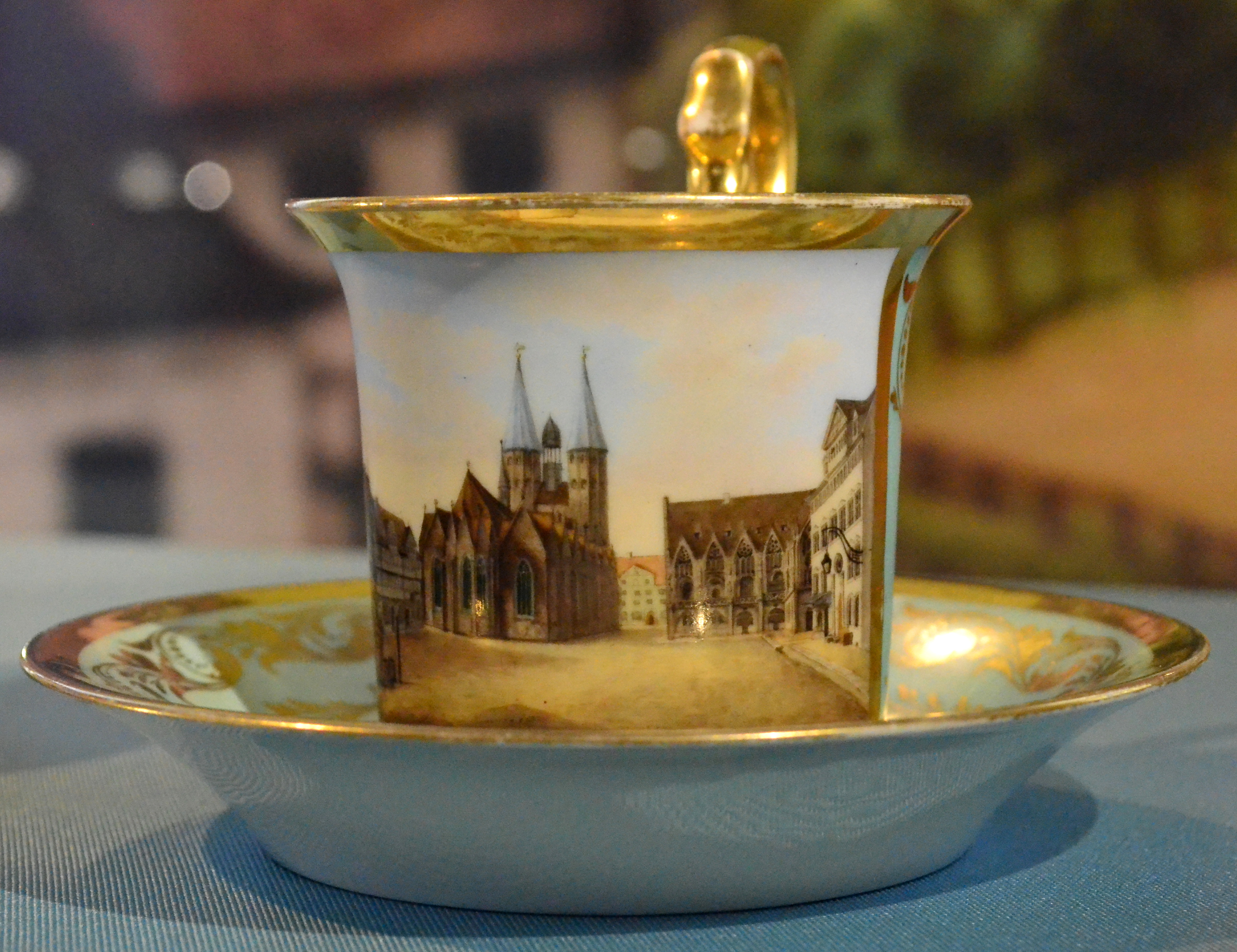
Tasse der Porzellanmanufaktur Fürstenberg von ca. 1830 u. a. mit dem Altstadtrathaus.

Das gotische Altstadtrathaus in Braunschweig ist eines der ältesten erhaltenen Rathäuser Deutschlands, dessen ältester Teil aus der Mitte des 13. Jahrhunderts stammt. Erbaut wurde es als Rathaus für das mächtigste und wohlhabendste der fünf Weichbilde Braunschweigs, die Altstadt. Es bildet zusammen mit der Martinikirche die eindrucksvolle Westseite des Altstadtmarktes.

## Bau- und Nutzungsgeschichte

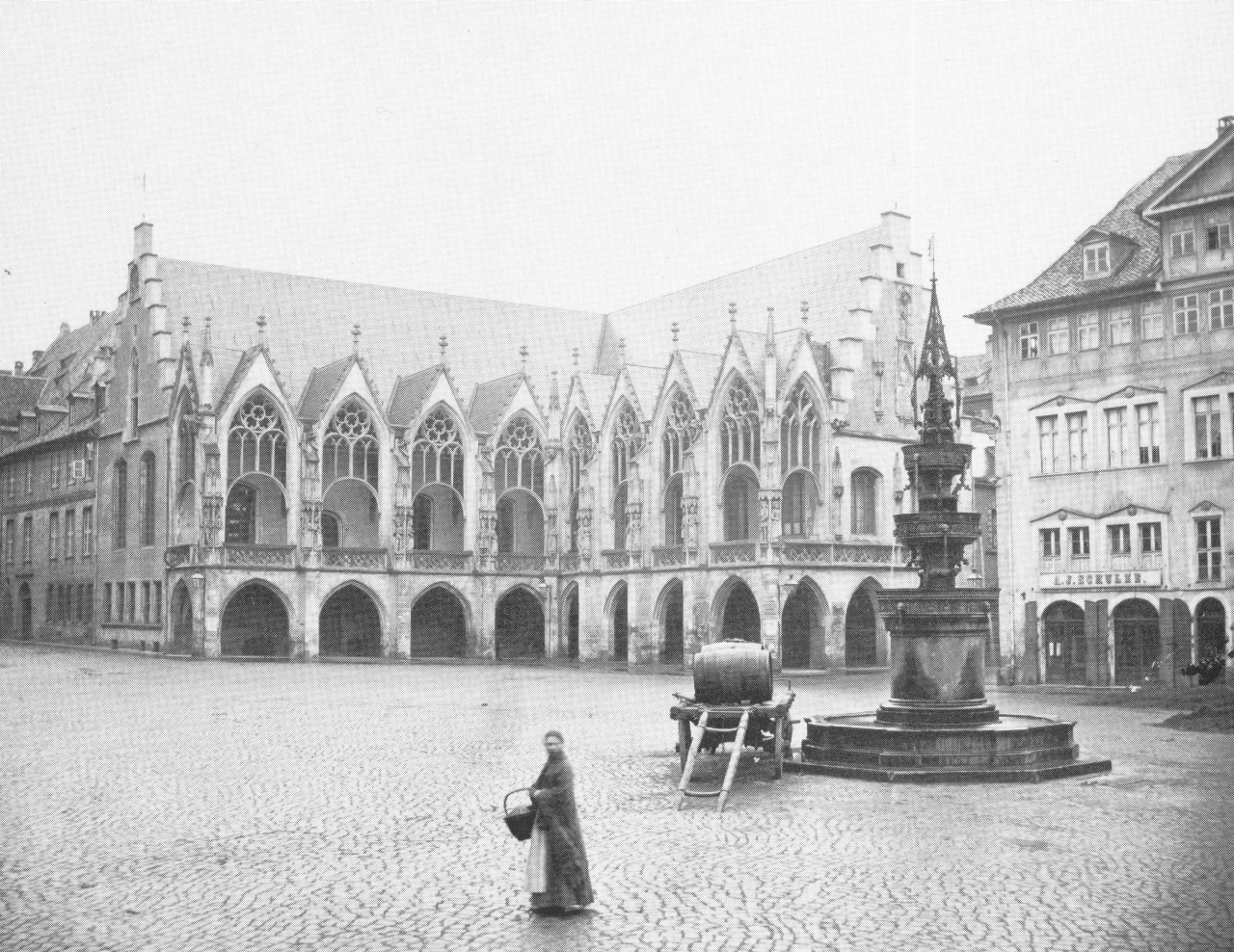
Das älteste bekannte Foto des Altstadtrathauses, entstanden um 1865.

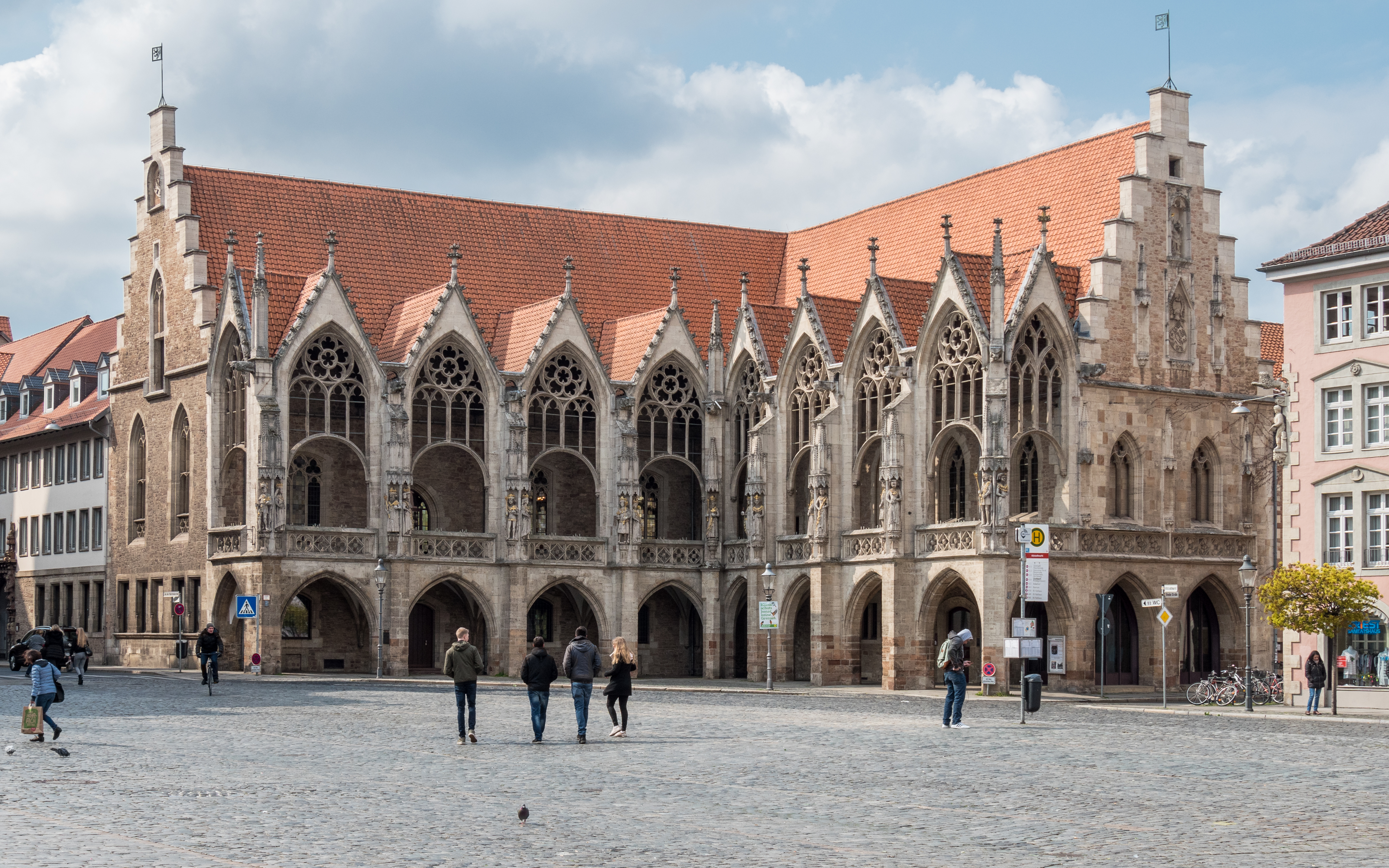
Altstadtrathaus 2019

Bereits vor dem Jahr 1253 bestand in der Altstadt ein Rathaus als Sitz der städtischen Selbstverwaltung. In diesem Jahr wurde dieser Vorgängerbau südwestlich der Martinikirche verkauft, um einen größeren und repräsentativeren Neubau an der heutigen Stelle zu errichten. Zunächst wurde der Westflügel erbaut, in dem ein Holzbalken dendrochronologisch dem Jahr 1288 zugeordnet werden konnte. Im Jahre 1302 wird „dat Rathus“ erstmals erwähnt. In den Jahren 1393 bis 1396 wurden der Nordflügel und die Fassade des Westflügels erbaut. Dabei erhielten beide Flügel erstmals Lauben. Die Lauben wurden   zwischen 1447 und 1468 erneuert und sind ab dieser Zeit mit Sicherheit zweigeschossig. Dabei erhielten die Bögen der oberen Lauben Maßwerk und an den Strebepfeilern wurden die Figuren aufgestellt. Diese beiden größeren Bauphasen folgten jeweils nach innerstädtischen Unruhen („Braunschweiger Schichten“), der blutigen „Großen Schicht“ zwischen 1374 und 1386 bzw. den Unruhen zur Zeit des „Großen Briefes“ 1445. Das Architekturensemble aus Altstadtrathaus und Martinikirche stellte das bürgerlich-selbstbewusste Gegenstück zum herzoglichen Burgbezirk aus Burg Dankwarderode und Dom dar.

### Die Huldigungsordnung von 1345
Während des Mittelalters trat der welfische Stadt- und Landesherr aus Geldmangel immer mehr stadtherrliche Rechte durch Verpfändung, Verkauf oder Schenkung an die Stadt ab, die zusehends den Charakter einer unabhängigen Reichsstadt erhielt. Dem Regierungsantritt des neuen Herzogs folgte ein in der Huldigungsordnung von 1345 beschriebenes Zeremoniell, in welchem dieser in der Großen Dornse dem Gemeinen Rat der fünf Weichbilde die alten Privilegien bestätigte. Der Rat schwor daraufhin den Huldigungseid. Anschließend sprach der Große Bürgermeister der Altstadt vom Laubengang aus den auf dem Altstadtmarkt zusammengekommenen Bürgern die traditionelle Huldigungsformel vor, die von diesen wiederholt wurde.

### Die „Große Schicht“ 1374 bis 1380
Während der innerstädtischen Unruhen wurden 1374 mehrere Ratsherren und der Bürgermeister der Altstadt, Tile von Damm, getötet. Die Stadt wurde daraufhin aus der Hanse ausgeschlossen und erst 1380 unter Auflagen wieder aufgenommen. Dazu gehörte auch die Errichtung einer Kapelle als Sühneleistung. Die dem Stadtheiligen geweihte St. Autor-Kapelle wurde um 1380 neben dem Altstadtrathaus an der Breiten Straße errichtet. Der Bau wurde im Jahre 1680 abgebrochen, woraufhin an dieser Stelle der zweigeschossige Autorshof für Messezwecke erbaut wurde. Dieser wurde nach teilweiser Zerstörung während des Zweiten Weltkrieges in den Jahren 1983 und 1984 wiedererrichtet.

### Nutzung während Mittelalter und früher Neuzeit
Das Unter- und Erdgeschoss wurden als Zeughaus, das heißt als Lagerraum für Waffen und Pulver, sowie als Gefängnis, Folterkammer und zu wirtschaftlichen Zwecken genutzt. So wird 1355 ein Weinkeller erwähnt, ein Stand für Kleider- und Tuchhändler 1378 und eine Kämmerei im Jahre 1388. Die Ratsküche bestand seit 1354. Im Obergeschoss fanden die Ratssitzungen in der 1345 erstmals erwähnten und 1447 neu gestalteten „Großen Dornse“ statt. Im oberen Nordflügel befand sich die städtische Steuerverwaltung, die „Schotteldornse“.

### Verlust der städtischen Selbständigkeit 1671
Nach Eroberung der Stadt durch den welfischen Landesherrn 1671 ging auch das Altstadtrathaus in herzoglichen Besitz über. Es folgten Zweckentfremdung durch Einrichtung von Messeständen und langsamer Verfall des Gebäudes. Erst durch den Casparivertrag wurde das Altstadtrathaus 1858 wieder Eigentum der Stadt.
Im Jahre 1786 beantragte der Weinhändler Rönckendorff den Abriss der Laubengänge, um dort eine Wohnung einzubauen. Dies verhinderte Wilhelm von Gebhardi († 1809), Leiter des herzoglichen Baudepartements und Vorgänger Peter Joseph Krahes, durch eine Intervention bei Herzog Karl Wilhelm Ferdinand.

### 19. Jahrhundert bis Gegenwart
In den Jahren 1841 bis 1852 wurde der Bau durch Friedrich Maria Krahe umfassend restauriert, wobei das Nordflügeldach erhöht wurde. Durch die zahlreichen Bombenangriffe des Zweiten Weltkriegs brannte das Gebäude vollständig aus, jedoch blieben die Fassaden nahezu unbeschädigt erhalten.
Das Erdgeschoss wird als Ausstellungsfläche für das Städtische Museum genutzt. Seit Anfang 2023 präsentiert die Dauerausstellung „Mensch, Maschine!“ im Gaußsaal wichtige Stationen der Industriegeschichte Braunschweigs. Neben Kameras von Voigtländer und Rollei sind u. a. Rechenmaschinen von Brunsviga oder Zweiräder der Panther Fahrradwerke zu sehen. Auch ein Original Breitsprecher von 1947 mit dem passenden Titel „Maschine - Menschen“ ist ausgestellt und zeigt einen Blick in die Fertigungshalle der Panther Fahrradwerke.
Im Bürgermeisterzimmer und im großen Saal des Hauptgebäudes, der Dornse, empfängt die Stadt Gäste. Unter anderem beherbergt das Altstadtrathaus die im Krieg nicht zerstörten originalen Teile des Altstadtmarktbrunnens auf dem Altstadtmarkt.

Darstellungen des Altstadtrathauses in der Bildenden Kunst aus der Sammlung des Städtischen Museums
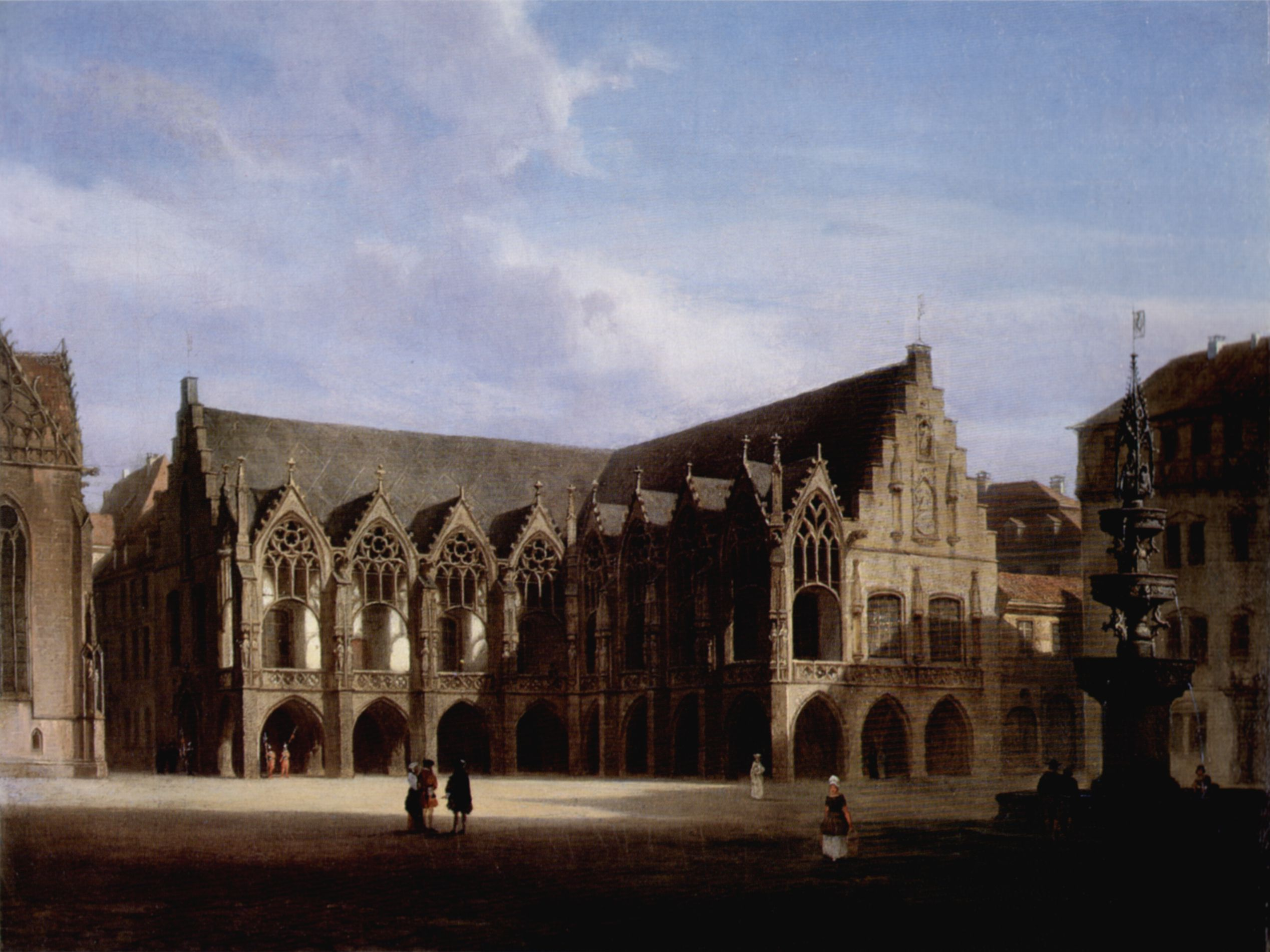
Altstadtrathaus von Südosten. Gemälde von Ludwig Tacke Öl auf Leinwand um 1850
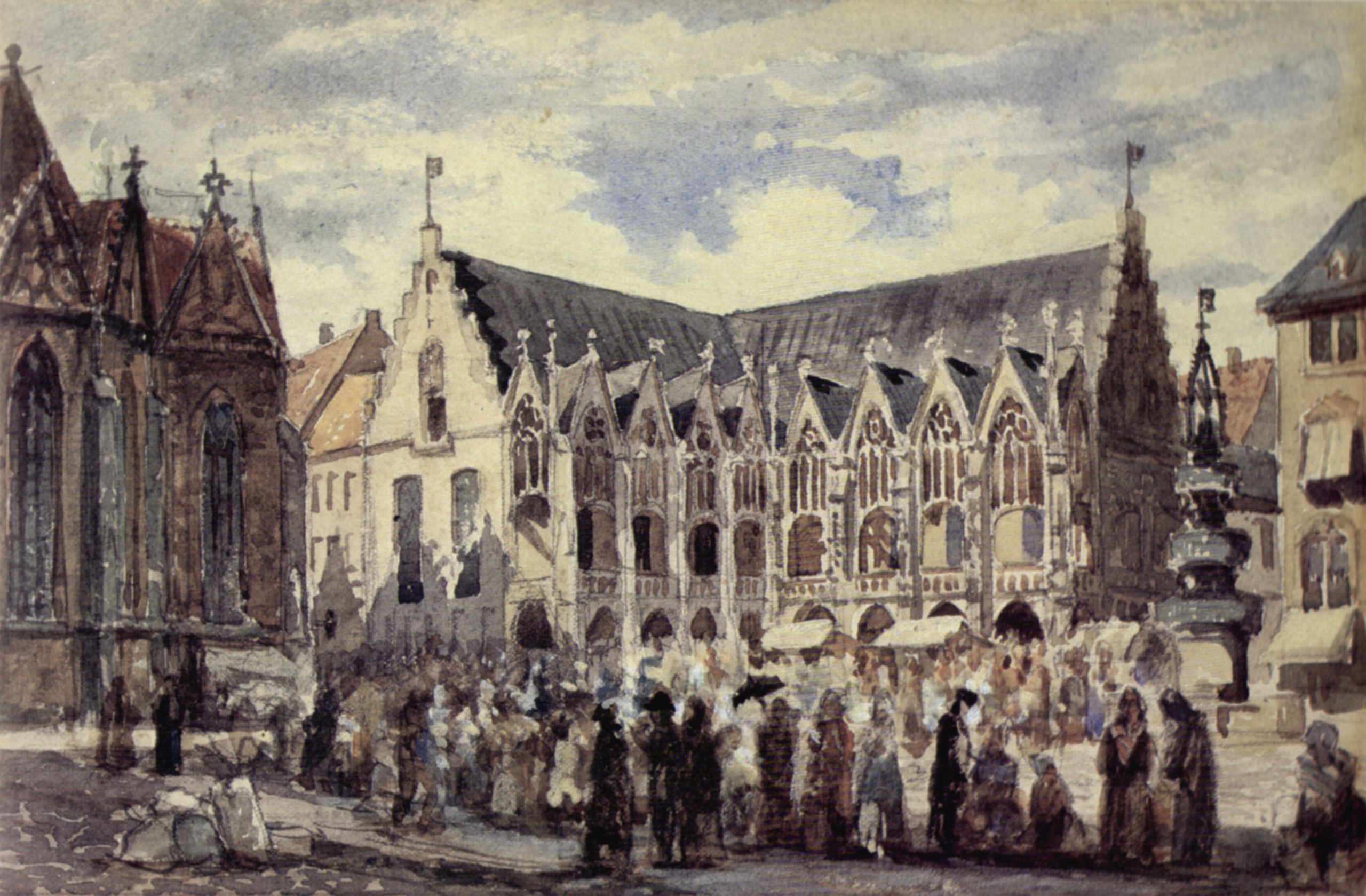
Altstadtmarkt von Südosten. Aquarell von Carl Josef Alois Bourdet um 1880

## Baubeschreibung

### Außenbau

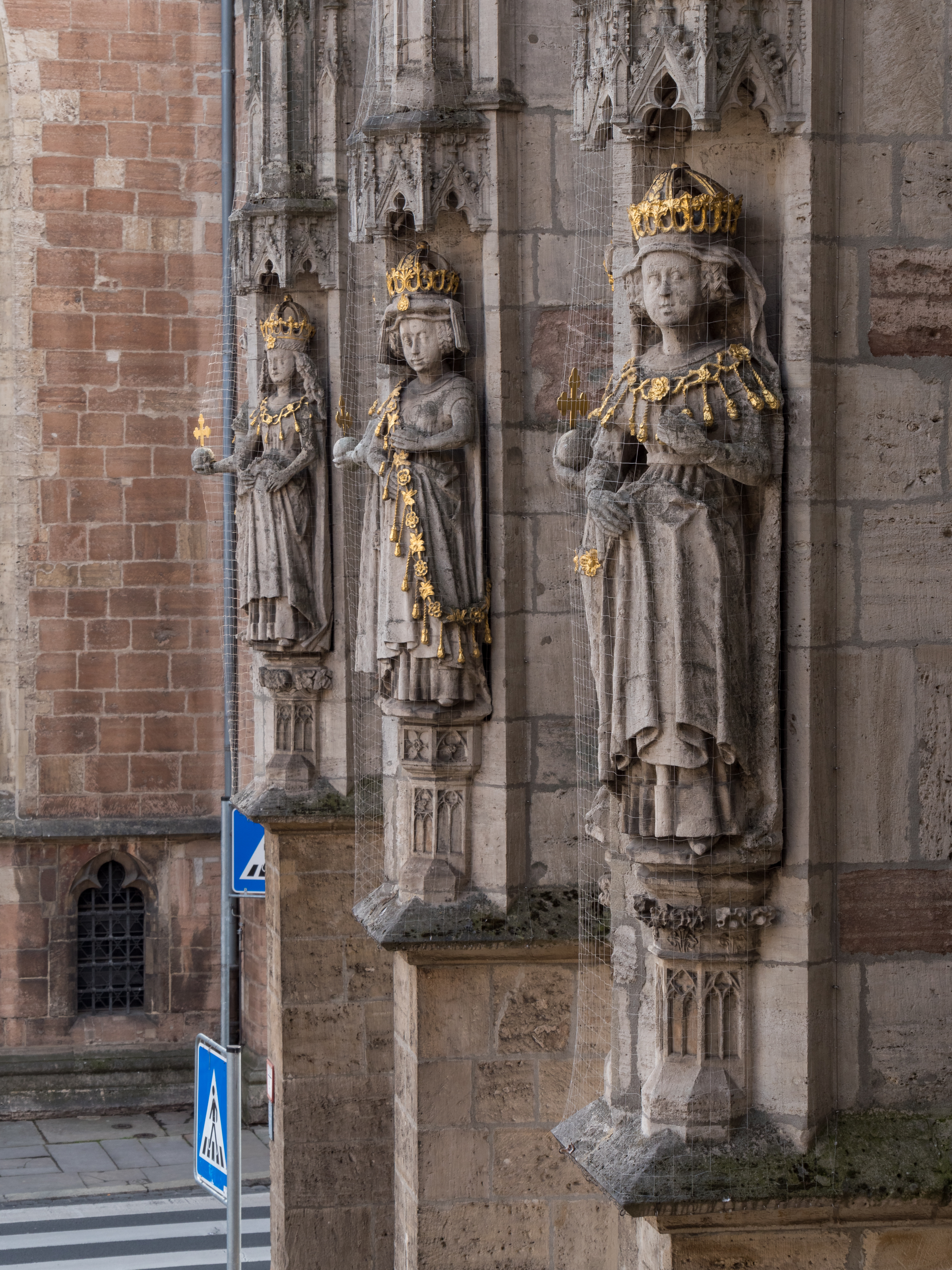
Herrscherfiguren an der Fassade

Der Bau besteht aus zwei Flügeln, die rechtwinklig aufeinanderstoßen. Besonders sehenswert sind die im 15. Jahrhundert vorgebauten Laubengänge mit ihrem hochgotischen Maßwerk.
An der Ost- und der Südseite befinden sich 17 lebensgroße, von Hans Hesse d.J. geschaffene Standbilder ottonischer und welfischer Kaiser, Könige und Herzöge, die dort um 1455 aufgestellt wurden. Eine der Besonderheiten dieser Statuen besteht darin, dass die ottonischen und welfischen Kaiser, Könige und Herzöge – bis auf den allein an einem Winkelpfeiler stehenden Kaiser Lothar von Süpplingenburg – jeweils mit ihren Frauen abgebildet wurden. Im Einzelnen handelt es sich um: König Heinrich I. und Mathilde die Heilige, Kaiser Otto I. und Adelheid von Burgund, Kaiser Otto II. und Theophanu, Kaiser Otto III. mit seiner Verlobten Zoe, Lothar von Süpplingenburg, Kaiser Otto IV. und Beatrix von Schwaben, Herzog Heinrich der Löwe und Mathilde von England, Wilhelm von Lüneburg und seine Gemahlin Helena von Dänemark, Herzog Otto das Kind und Mathilde von Brandenburg.

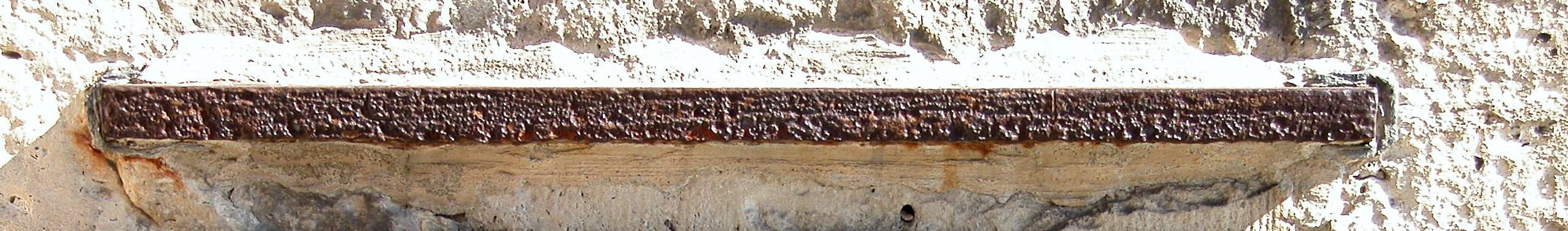
Braunschweiger Elle

Am zweiten Pfeiler von links befindet sich noch heute die eiserne Braunschweiger Elle.

### Innenräume
Im Obergeschoss befanden sich die Herrenstube, in welcher die Ratssitzungen stattfanden, die Schotteldornse als Sitz der Steuerverwaltung, die als Festraum genutzte Fastelabenddornse und die Große Dornse. Dieser 1960 renovierte repräsentative Festsaal wird noch heute für Empfänge genutzt. Als Raumschmuck dienen Bilder der Fürsten des Schmalkaldischen Bundes, die in den Jahren 1532 und 1538 Versammlungen in Braunschweig abhielten, sowie ein großer von Karl Wollermann († 1993) geschaffener Wandbild-Teppich. Ein weiterer Repräsentationsraum ist der 1977 renovierte Bürgermeistersaal.